# 迷惑/SPECIAL THANKS
《迷惑/SPECIAL THANKS》為GLAY的第20張單曲，也是第2張雙A面單曲。

## 簡介
- 「迷惑(とまどい)」是TBS電視台『未來日記』日劇主題曲，「SPECIAL THANKS」則是日本電影『未來日記』主題曲。和上一張單曲一樣有長條型紙盒版的『初回限定盤』。
- 當時TAKURO希望「SPECIAL THANKS」能放在單曲的第1首曲目，於是到CD壓製工廠請求廠長能為他製作1張曲目調換的CD單曲，廠長回答：『那就2種版本各製作一半的量好了』。因此市面上也有第1首歌曲和第2首歌曲的順序調換的版本。
- 在這張單曲中、附了1張『DRIVE-GLAY complete BEST』收錄曲目的票選單。
- 到這張為止，共6張單曲銷售量達100萬張。
- 此張單曲為日本流行樂界跨入21世紀後，由樂團所達成僅存三張百萬單曲裡的其中之一(另外兩張為B'z的今夜在賞月的山丘上，南方之星的海嘯)

## 收錄曲目
1. 迷惑(とまどい)
2. SPECIAL THANKS
3. Good Bye Bye Sunday
4. 迷惑(とまどい) (instrumental)
5. SPECIAL THANKS (instrumental)

## 收錄專輯
- DRIVE-GLAY complete BEST
- rare collectives vol.2
- -Ballad Best Singles- WHITE ROAD
- THE GREAT VACATION VOL.2 〜SUPER BEST OF GLAY〜